# Ахмадов Явус Зайндійович
Явус Зайндійович Ахмадов (нар. 3 жовтня 1949, с. Потапенко, Семипалатинська область) — російський державний і громадський діяч (спеціаліст з інформаційної політики, державного будівництва та управління). Вчений-історик, автор 15 монографій та 150 наукових статей (фахівець з історії, етногенезу та історичної географії Чечні, Кавказу та Росії).

## Освіта
Навчався у початковій школі в місті Джамбулі (Казахська РСР). Завершив середню освіту в 1966 році після повернення на історичну батьківщину в Чечено-Інгушську АРСР. У 1970 році закінчив історичний факультет Чечено-Інгушського державного педінституту. Другу спеціальність отримав у 2006 році в Академії державної служби при Президентові РФ. Закінчив аспірантуру Інституту історії, археології та мови Дагестанської філії Академії наук СРСР (Махачкала), де у 1978 році захистив кандидатську дисертацію на тему «Взаємини народів Чечено-Інгушетії з Росією у XVIII ст.». 1990 року захистив у Ростові-на-Дону докторську дисертацію «Народи Північного Кавказу у зовнішній політиці Росії, Ірану та Османської імперії (XVI — перша чверть XVIII ст.)». Доктор історичних наук, професор, академік Академії наук Чеченської Республіки.

## Наукова та педагогічна діяльність
Був учителем історії у середній школі села Гойти ЧІАССР у 1970—1971 роках. В 1971 був запрошений на роботу в Чечено-Інгушський республіканський краєзнавчий музей. У 1972—1975 роках проходив аспірантуру Інституту історії, археології та мови Дагестанської філії Академії наук СРСР (Махачкала). У 1976—1977 роках — заступник директора ЗОШ у м. Гудермесі (ЧІАССР). Продовжив дослідницьку діяльність з 1977 року в Чечено-Інгуському НДІ при Раді Міністрів ЧІАСРР. Результатом його 12-річної роботи в інституті є десятки статей, рукопис першого тому «Історії Чечні», збірка документів «Російсько-чеченські взаємини у XVIII ст.», два шкільні підручники «Історія Чечено-Інгушетії».
З 1990 року — професор Чеченського державного університету. 2001 року був обраний академіком АН Чеченської Республіки. З 2004 року — член спеціалізованої вченої ради Чеченського державного університету та КНДІ РАН (м. Грозний).
У сферу наукових інтересів Ахмадова входять: спільні проблеми історії Чечні, Кавказу та Росії, політика великих держав на Кавказі в XVI—XIX століть, проблеми етнополітичної історії та історичної географії Кавказу, сучасні геополітичні та суспільно-політичні процеси на Кавказі та Росії.
У 1990 році їм зроблено доповідь на міжнародній конференції в Оксфорді (Великобританія), присвячену життю та діяльності відомого духовного діяча Чечні XIX століття шейха Кунта-Хаджі Кишиєва.
Усього за роки наукової діяльності видав понад 160 наукових праць, у тому числі 15 монографій та навчальних посібників. Ряд робіт опубліковано за кордоном: у країнах СНД, Туреччини, Швеції та США. Брав участь у низці всесоюзних, всеросійських та міжнародних конференцій. Заслужений діяч науки Чеченської Республіки.

## Державна та громадська діяльність
У 1993 році був членом Ради національної та громадянської згоди Чеченської Республіки — консультативно-координаційного органу, який об'єднував представників парламентської опозиції генерала Джохара Дудаєва, лідерів низки рухів і партій, а також частину опозиційно налаштованої інтелігенції.
У 1994—1996 роках брав участь у політичній боротьбі проти дудаєвщини, обіймав посаду міністра інформації та печатки Чеченської Республіки в Уряді національного відродження, з 2000 по 2002 роки очолював Територіальне управління Міністерства РФ у справах друку у Чеченській Республіці.
У 2002—2003 роках був керівником апарату Комісії з політичного врегулювання та дотримання прав людини в Чеченській республіці Державної думи Російської Федерації.
У 2004—2010 роках працював головним радником, заступником начальника департаменту забезпечення діяльності радників Президента РФ Адміністрації Президента Російської Федерації. Має цивільний чин державного радника Російської Федерації І класу.

## Праці
- Нариси політичної історії народів Північного Кавказу XVII в. Грозний, 1988.
- Взаємини народів Чечено-Інгушетії з Росією у XVIII ст. Грозний, 1992.
- Історія Чечено-Інгушетії. Навчальний посібник (9 кл.). Грозний, 1992 (у співавторстві).
- Ахмадов Явус. Експорт з Іранської сітки до Western Europe від 16-го до початку 17-ї літа (place of Russian and North Caucasian transit)//The Annual of the society for study of Caucasia. Vol.6-7. Chicago:1997.
- Ахмадов Явус. Çeçen — İngusya Halkıyla Rusya Arasındaki İlişkiler / Перекладач: Tarik Cemal Kutlu / Publisher: Sorun Yayınları. Istanbul, Eylül 2000.
- Історія Чечні з найдавніших часів до кінця XVIII ст. Посібник для тих, хто вивчає історію рідного краю. М. .: Світ дому твоєму, 2001.
- Історія Чечні в XIX—XX століттях. — М.: Пульс, 2005 (у співавторстві).
- Нарис історичної географії та етнополітичного розвитку Чечні у XVI—XVIII століттях. М., 2009.
- Islam in the North Caucasus: People Divided // Liberty University (Lynchburg, Virginia), Faculty Publications and Presentations. 2009 (у співавторстві).
- Битва за Чечню «Війна історіографій» або інформаційна війна. Грозний, 2015 (у співавторстві із Д. А. Б. Абдурахмановим).
- Історія Чечні. Т. 2. XVI—XVIII ст. Грозний, 2016 (у співавторстві із Ш. Б. Ахмадовим та ін.).
- Ахмадов Я. З., Гумба Г. Д., Курумов Д. С., Хасмагомадов Э. Х. История нахов Передней Азии, Кавказа и Чечни с древнейших времён до конца XV века / Ахмадов Я. З. — М. : Литера, 2019. — 686 с. — 1500 прим. — ISBN 978-5-9906575-5-7.